# قلعة تاتروبورتوس
قلعة تاتروبورتوس، المعروفة أيضًا بقلعة تاتروبورتو أو باللاتينية: ديوسيس كاستيلوتاترو-بورتنسيس، كانت مدينة رومانية - بربرية وأبرشية كاثوليكية رومانية سابقة ازدهرت خلال العصور الفاندالية والرومانية وفي العصور اللاحقة. كانت تقع في مقاطعة موريتانيا قيصرية في أفريقيا البروكونسولار، على الرغم من عدم تحديد الموقع بالضبط.
شارك المطران ريباراتوس في المجمع الكنسي الذي عُقد في قرطاج بواسطة ملك الفاندال هونيريك في عام 484، وبعدها تم تنفيه ريباراتوس. المطران الحالي هو تيودورو غوميز ريفيرا، من تيغوسيغالبا. يبدو أن المدينة استمرت على الأقل حتى الفتح الإسلامي للمغرب.